# Pourtalosmilia conferta
Espèce
Statut CITES
Pourtalosmilia conferta est une espèce de coraux appartenant à la famille des Caryophylliidae.